# Стони Београд
Стони Београд (некад и Столни Београд, мађ. Székesfehérvár — Секешфехервар) је девети по величини град у Мађарској, смештен у средишњем делу државе. Стони Београд је регионални центар Централне прекодунавске регије и главни град жупаније Фејер.
Град Стони Београд је познат као древна престоница мађарских краљева.
Град има 99.060 становника према подацима из 2014. године. Овде се налази стадион МОЛ арена Шошто.

## Порекло назива
На мађарском језику Секешфехервар назив града значи „Бели замак са престолом”, што је често преведено и у називима града на другим језицима: латински Alba Regia, немачки Stuhlweißenburg, српски Стони Београд, словачки Stoličný Belehrad, пољски Białogród Królewski. Назив је везан за древну историју града, када је он био стара престоница Угарске.

## Географија
Град Секешфехервар се налази у средишњем делу Мађарске, на свега 50 km западно од престонице Будимпеште. Са Будимпештом је повезан добрим саобраћајним везама (магистрална пруга Будимпешта — Загреб — Јадран, савремени ауто-пут М7).
Град Секешфехервар се налази у средишњем делу Панонске низије и нема реку. Међутим, град се налази на свега 15 km од језера Балатон. Клима у граду је умерено континентална.

## Историја
На месту Секешфехервара постоје трагови првог насеља из 5. века п. н. е. У време старог рима овде је постојало насеље Gorsium, као важно трговиште на раскрсници путева.
По доласку Мађара у Панонију почиње много важнији део историје Секешфехервара. Угарски владар Геза оснива град на овом месту 972. године. Ускоро град постаје престоница Угарске и крунидбено место, са прекидима све до средине 16. века (најезда Турака). У граду је крунисано 43 мађарска владара, а сахрањено 15. Тако је 1385. године доведен Карло III из Напуља, и за угарског краља крунисан у Стоном Београду.
Године 1543, након дуготрајне опсаде, град пада под Османлије и дуго остаје погранични град ка угарској кнежевини Ердељу (1541—1693). Град је био разорен, па је обновљен у складу са оријенталним начелима. У 17. веку био је ово један типични источњачки град са пуно џамија. Стојни Београд је био турски санџак. Октобра 1601. године Турци губе Стони Београд, али га је 30. августа 1602. године повратио први везир Хасан-паша Пиљар.
Године 1688. Хабзбурговци дефинитивно ослобађају Секешфехервар турске власти и град већ 1703. године добија градска права. Са хабзбуршком влашћу враћају се и католичка црква и мађарско племство. И поред тога у неколико наредних деценија град је вио вишенародни и у њему су живели Мађари, Срби, Немци, Чеси. Град се у 18. веку брзо развија и постаје важно културно, привредно и управно средиште.
Током Револуције 1848—49. Секешфехервар је имао значајну улогу, а није значајно страдао. Међутим, после Револуције град је изгубио значај старе престонице и своју управну улогу у држави. И поред тога Секешфехервар се брзо привредно подиже и убрзо добија железничку везу са Будимпештом. Такође, у ово време подигнуте су многе нове грађевине, а град се и бројчано повећавао.
Секешфехервар је релативно мирно прошао кроз Први и Други светски рат. Током друге половине века град је поново доживео развој и раст становништва (са 42 хиљада после рата на 100 хиљада почетком 90-их година). Током протеклих година транзиције, због повољног положаја на прометном правцу град је имао мању кризу него други градови у држави.

## Становништво
По процени из 2017. у граду је живело 97.617 становника.
| 1990.   | 2001.   | 2011.   | 2017.  |
| ------- | ------- | ------- | ------ |
| 108.958 | 106.346 | 100.570 | 97.617 |

## Срби у Стоном Београду
У јесен 1526. године Павле Бакић се сав заложио за Јована Запољу. Са својих 200 хусара освојио је „Стојни” Београд. У њему је Запоља био ускоро, 11. новембра на сазваном земаљском сабору изабран и крунисан за угарског краља. Срби се помињу у другој половини 1543. године у Стоном Београду, у време када је он пао под турску власт. Касније се зна за трговце Србе, који су се груписали у тзв. Српској вароши у граду. Тај град, називан Alba Regalis или „Биоград Стони” је привлачио дубровачке предузимљиве трговце. Српска варош траје под Турцима, помиње се 1601—1602. када посаду чине Срби и Турци. Срби су се разочарани на неизвестан живот у пустарама, одлучили на очајнички корак и 1607. године одвојили од хришћанских трупа, и вратили код Турака, у Стони Београд. Зна се за српско предграђе и касније 1644. године, када је ту прошао турски путописац Евлија Челебија.
Српска народна школа у Стоном Београду је почела рад још под Турцима. Учитељ је плаћан из црквене касе. Било је то потребно за рад будућих трговаца и занатлија. Деветнаести по реду Пећки патријарх Гаврило, рођен у Стојном-Београду, пострадао је од Турака — био удављен 30. августа 1659. године.
Сачувана је изјава Србина, Јована Саве из Стоног Београда, дата марта 1683. године, против самовоље команданта барона Кристијана Јергера и његовог малтретирања тамошњих Срба. Ту су се бунили војници, хусари и хајдуци (пешаци) Срби и Мађари.
Манастир Стони Београд налазио се североисточно од Блатног језера и града Весприма, на језеру Веленци.
На основу дипломе са привилегијама које је аустријски цар Леополд I дао патријарху Чарнојевићу, населили су се 1690. године избегли Срби у Стони Београд, и друга мађарска места на северу. Цар Леополд I је Србима у Стоном Београду дао 1696. године привилегије. Ракоцијеве војсковође Боћан и Секереш су током трајања устанка много ратовали око града. Више пута су нападали и у њему Српску варош, када је било много погинулих Срба. Биров варошки Станко Стипић писао је 1712. године писмо будимском бирову о трговачким пословима.
Првобитна српска црква подигнута је у 17. веку. Друга по реду православна црква у Стоном Београду, подигнута је 1723. године, и била посвећена празнику Рођење Св. Јована Крститеља. По новијем податку грађен је храм 1733—1734. године. У варош је дошао 1725. године поп Никола Миловановић за пароха. Десет година касније, 1735. године ту долази на парохију поп Андреј Суботић. За издржавање српске школе 1745. године та општина је издвајала годишње по 15 ф. Матичне књиге рођених и венчаних се воде од 1751. године, а она умрлих од 1752. године. Храм је поново грађен до 1771. године (црквени брод), претходно је торањ призидан 1760. године. Добио је храм нови иконостас 1776. године, који су осликали Јован Четиревић Грабован и Григорије Поповић. Темпло је дрворезачки рад Ференца Хорвата билдхауера из Веспрема и Јосифа Фијарчека из места. Унутрашњост храма зидне површине је живописао 1772—1774. године молер Теодор Симеоновић Грунтовић са помоћником Григоријем Поповићем. У храму је било слика — ликова из српске историје, попут Св. Саве, краља Милутина, Стевана Дечанског, Св. Јована деспота.
Мештанин Ђорђе Шагић је 1814. године стигао у Америку, и он се сматра за првог насељеника Србина у Новом свету. Његово Американизовано име било је Георг Фишер, а 1829—1837. године живео је у граду Хјустону, у Тексасу, бавећи се највише трговином. Око 1820. године, по једном сведочењу „У Стојну-Београду беше још јака српска општина”. У београдској парохији 1826. године су два свештеника: поп Мануил (Манојло) Малешевић парох и поп Петар Антоновић капелан. До 1848. године доминирају у граду, на пољу трговине Срби и Немци; Јевреји ће се тек појавити.
По државном шематизму православног клира у Угарској, у Alba-Regia (Стоном Београду) је 1846. године православна парохија са 225 православних душа. Православно парохијско звање је основано 1723. године а црквене матрикуле се воде од 1728. године. При Светојованском храму парох је био 1846. године поп Петар Хајџан. Ту припадају као парохијске филијале: Серегељ, Чаквар и Веспрем. При месној црквеној општини постоји од иметка једна кућа која се издаје и од које годишње има приход од 300 ф. Та кућа се нуди занатлијама и трговцима страним који се ту желе настанити „на дар”. Такође ту постоји и црквени за сирочад, капитал од 4000 ф.
У српској народној школи 1809. године учитељ је Симеон Николић. Постоји 1846. године народна школа са 15 ђака, школски месни директор је Алекса Кировић а учитељ Јован Недић.
Уз Бају, Стони Београд је можда највише куповао српске књиге и часописе од свих периферних српских места. Каква је то само вредна читалачка публика која из године у годину не посустаје — новац не жали за културне потребе, у родољубљу не оскудева, деценијама помаже српско издаваштво. Рајићеву српску историју наручили су 1794. године месни купеци — Лазар Јовановић, Теодор Ацковић, Георгије Стојановић, Михаил Ивановић, Петар Марковић и Марија Дуковић рођена Јовановић. Један егземплар је добио и поп Јован Суботић парох. На другом пункту је био „благородни” Јован Папхази. Стојковићеву књигу узимају 1801. године тамошњи Срби све купци: Петар Марковић, Георгије Крестић, Константин Зеленовић, Георгије Кировић, Павел Малеш и Теодор Аврамовић. Атрактивну духовну књигу преведену на српски језик, купио је 1803. године, Михаил Ивановић купец месни. Биографије неких славних личности узели су Стонобеограђани 1807. године: Михаил Ивановић купец и школски управитељ, купци Јован Ивановић и Јован Дуковић те ученик Михаил Марковић. И популарно дело о освајању Америке прибавила је читалачка публика у Стоном Београду 1809. године. Пункт су чинили тада: учитељ Николић и трговачки цех — купеци: Михаил Ивановић, Јован Дуковић, Аксентије Кировић, Михаил Дуковић, Димитрије Симотскиј, Петар Марковић, Михаил Стојановић, Георгије Николић, Стефан Марковић и Димитриј Костић. Купци једне педагошке књиге 1812. године били су у Стоном Београду: прота Мануил Малешевић и два трговца — Михаил Јовановић и Јован Дуковић. Претплату за бечке „Новине сербске” скупљали су 1813. године у Стоном Београду, Георгије Стојановић и „Компанија”. Једанаест Срба из места прибавља 1814. године знамениту књигу, превод Стефана Живковић, на челу са протом Малешевићем и Димитријем Јуријановићем капеланом. Бојићеву књигу о славним Србима узео је 1815. године купец Јован Дуковић. Историја трговине је заинтересовала много грађана тог места да се пишу за пренумеранта књиге која о томе говори. Били су то углавном иста имена стонобеоградска: Мануил Малешевић протопрезвитер Будимски и парох месни, његов капелан Димитрије Туријаковић, Михаил Јовановић велико-купец, Јован Дуковић грађанин и купец, Михаил Марковић купец, Димитрије Симотски књиговођа, Лазар Јовановић купец, Јован Георгијевић купец, Ефтимије Вујић купец, Димитрије Костовић купец, Александар Георг Кировић грађанин и купец. Купили су претплатом неки Београђани занимљиву историјску књигу 1818. године: Георгије Миликшић капелан, и „купци” (трговци) — Михаило Јовановић, Јован Дуковић, Михаил Марковић. Вуков чувени, дуго времена — контровезни — српски речник се 1818. године широко раширио, па и до „Бијограда у Маџарској”, где га узеше: Димитрије Симоцки, Јован Дуковић трговац и Мијаило Ивановић трговац. Видаковићеву историјску књигу набавио је 1823. године купец Јован Дуковић из Стоног Београда. Једна књига занимљивог наслова привукла је пажњу Београђанима, који су организовали свој претплатнички пункт 1831. године. Претплатили су се том приликом: Петар Милковић капелан, Јован Малешевић адвокат, Василије Димитријевић „слушатељ филозофије”, Марија Нетковић, трговци Стефан Марковић и Ђорђе Ивановић, Петар Јовановић бакал, Димитрије Литобац трговачки калфа, Ђорђе Закић, Александар Радосављевић таб.мајстор и Ђорђе Симоновић земљеделац. Дуг је списак месних Срба купаца корисне књиге о здрављу: Јован Малешевић адвокат, Манојло Малешевић парох, Теодор Оџић капелан, Михаил от Стојановић купац и тутор црквени, Јован Дуковић купац, Димитрије Симотски „писмоводитељ”, Павле Косојевић торбар, Јован Милковић пјевац црквени и четири грађанина. Парох Теодор Оџић (Хаџић) је 1846 и 1847. године члан конзисторије и претплатник три српске књиге.
Мештанка племкиња, Екатарина Догали рођена Диван „от Падеја” је 1848. године подигла и опремила црквицу — капелу на месном гробљу. И од тада се може пратити њен хуманитарни рад. Основала је више фондација при православној цркви, наменивши их издржавању своје капеле, учитеља, појаца и звонара, цркве и свештеника, те сиротих девојака као помоћ пред удајом. Све је то било обезбеђено од камата на капитал. Финансијски је помогла православне цркве у Рац Алмашу (градња) и Адоњу (оправка 1856). Добротворка је основала фондације и за издржавање српских цркви и пароха у Пешти, Рац Ковину, Ловри (цркву и школу). Године 1851. ту је било седиште протопрезвитера Теодора Хаџића. Он је то и 1866. године био, када се види да је дао 4 ф. за фонд Школског листа, као месни школски управитељ.
Српски лист је објавио септембра 1861. године стечај за упражњено место у учитељској штацији, у Стоном Београду. Понуђени услови су били: годишња плата 352 ф., пет хвати тврдих дрва и учитељски квартир. Објаву је потписао епитроп црквени Илија Чикошевић. Учитељ у месној школи 1866—1868. године је био Ђорђе Плавшић.
По митрополијском попису из 1865. године било је скупа, у Стоном Београду, Весприму, Чаковцу и Черегеку — 194 православне душе. То је једна здружена парохија најниже платежне класе — шесте. Према Витковићевом извештају у месту је 1847. године живело 225 Срба, а две деценије касније 1867. године их има скоро дупло мање 144. У Стоном Београду је 1872. године живела позната српска сликарка Катица Катарина Ивановић (1811—1882). Била је то дугогодишња мештанка, академски образована уметника, велики путник, и потом прва наша жена „академик”. Њена породица се ту раније преселила из родног Весприма. Матица српска јој се обратила са молбом да јој уступи неке своје слике, као што је већ неке дала београдском Народном музеју. Била је почасни члан Српског ученог друштва од 1876. године.
Парох у месту, поп Светозар Турјак одликован је правом ношења црвеног појаса 1893. године.
По српском извору из 1905. године у Стоном Београду — слободној краљевској вароши је било 32.167 становника са 3548 домова. Срба је било само 318 душа у 12 српских домова. Било је ту и преко 200 православаца, али војника кадроваца. Црквена општина је била организована, рачуни исправни, архива, писарница и библиотека сређени. Од српских јавних здања ту је само стара православна црква, која је била у добром стању. Свештеник је био поп Димитрије Раић родом из Старог Сивца, већ осам година у месту. Парохији шесте платежне класе, припадале су и парохијске филијале: Весприм, Чаковац и Черегек. Постојао је парохијски дом и српско православно гробље, са најстаријим спомеником из 1786. године. Црквено-општински земљишни посед је износио 25 кј. Школске 1900/1901. године је констатовано да се тој општини дозвољава да привремено затвори школу у месту, након одласка у пензију учитеља Јована Деспотовића. Али је епархијски Школски одбор обавезан да омогући да ђаци уче српски језик и православну веронауку. Српска школа је тада затворена, а деца (њих осам) су похађали „туђе” школе.

## Савремено доба
На почетку 21. века у месту је српска православна Јовандањска црква, налази се у центру индустријског предграђа, западно од средњовековног градског језгра. Међутим, још 1967. године храм је био потпуно испражњен, под изговором да ће бити оправљен а у ствари се радило о рушењу. Један млади мађарски инжењер је цркву спасио предлогом да буде део планираног етно-села. Српска богомоља је опстала у врло руинираном стању, па је морала бити генерално обновљена 1998—1999. године. У порти је шест надгробних споменика и епитафа. Најчиткији епитаф је младог племића Матеја Малешевића рођеног у Пешти 1750. године, који је ту умро и сахрањен 1766. године. Српско православно гробље београдско постоји и налази се у јужном делу града званом „Палотаварош”. То пребивалиште умрлих је у врло добром стању, и поседује гробљанску капелу посвећену Св. Катарини. Капела је једнобродна грађевина, са звоником, а подигла ју је Екатерина Догали 1848. године. Споменици су у добром стању, а на једном крају су сахрањени иноверни. Старији споменици су од црвеног мермера, исписани на црквено-словенском језику. Гробље је ограђено, а на улазу се налази дрвени централни крст. Од 1995. године историчар Владислав Шандоровић је председник месне Црквене општине.
Овде се налази ФК Секешфехервар МАВ.

## Партнерски градови
- Алба Јулија
- Швебиш Гминд
- Мијеркуреја Чук
- Благоевград
- Братислава
- Карлај
- Кеми
- Ополе
- Ченто
- Измит
- Ерденет
- Бермингхам
- Луганск
- Задар
- Банска Штјавњица
- Чангчуен
- Саривон
- Санкт Пелтен
- Храдец Кралове
- Егер

## Галерија
- Градска кућа са тргом
- Главна римокатоличка црква
- Зграда старог суда
- Бискупска палата
- Споменик краља Иштвана
- Капела св. Ане